# Erythroplusia pseudopyropia
Erythroplusia pseudopyropia là một loài bướm đêm trong họ Noctuidae.